# Rockin' Every Night - Live in Japan
Rockin' Every Night - Live in Japan è il terzo album live di Gary Moore.

## Tracce
1. Rockin' Every Night – 3:18 –  (Moore/Paice)
2. Wishing Well – 4:54 –  (Rodgers/Kirke/Yamauchi/Bundrick/Kossoff)
3. I Can't Wait Until Tomorrow – 12:04 –  (Gary Moore)
4. Nuclear Attack – 5:58 –  (Gary Moore)
5. White Knuckles – 3:48 –  (Moore/Nauseef)
6. Rockin' and Rollin' – 4:05 –  (Moore/Nauseef)
7. Back on the Streets – 5:13 –  (Gary Moore)
8. Sunset – 4:35 –  (Gary Moore)

## Formazione
- Gary Moore - chitarra, voce
- Ian Paice - batteria
- John Sloman - voce
- Don Airey - tastiere, chitarra
- Neil Murray - basso